# بدنا (مدينة)

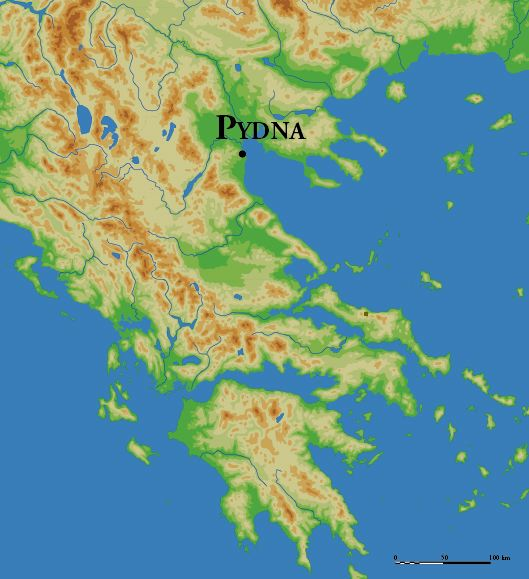
Localization of Pydna

كانت بدنا«باليونانية Πύδνα» مدينة يونانية من التاريخ المقدوني القديم، وهي أكثر المدن أهمية في إقليم بييريا. أما بيدنا الحديثة فهي مدينة صغيرة في الجزء الشمالي الشرقي من إقليم بييريا في اليونان في السابق. ولكن ومنذ الإصلاحات التي تمت في عام 2011 أصبحت جزءا من بلدية بيدنا كوليندرس.
تقع مدينة بيدنا في الأراضي الخصبة غرب ساحل خليج ثيرميك على بعد 6 كيلومتر شمال كورينوس، وعلى بعد 8 كيلومتر جنوب ميثوني، وعلى بعد 13 كيلومتر شمال شرق كاتريني. وتعتبر قرية كيتروس هي القرية الرئيسية في المنطقة.